# Zwischenhaft
Die Zwischenhaft bezeichnet den Zustand, in dem sich ein Verurteilter, gegen den während des Strafverfahrens die Untersuchungshaft angeordnet worden war, zwischen dem Eintritt der Rechtskraft des auf eine Freiheitsstrafe lautenden Strafurteils und der förmlichen Einleitung der Strafvollstreckung befindet. Die Nomenklatur ist nicht ganz eindeutig; teilweise wird hier auch der Begriff der Organisationshaft verwendet, der jedoch meistens auf die Fallgestaltungen beim Übergang vom Vollzug einer Freiheitsstrafe zu demjenigen einer Maßregel der Besserung und Sicherung angewandt wird.
Die Zwischenhaft ist gesetzlich nicht geregelt; die Konstellation problematisch, weil einerseits ein eindeutiges praktisches Bedürfnis am Vollzug der Zwischenhaft besteht, andererseits jedoch die Durchführung einer freiheitsentziehenden Maßnahme wegen des hier stets gegebenen Grundrechtseingriffs eigentlich einer gesetzlichen Legitimation bedarf.
Der praktische Fall, in dem Zwischenhaft vollzogen wird, stellt sich folgendermaßen dar: Gegen den Angeklagten (Gefangenen) ist die Untersuchungshaft angeordnet, etwa, weil der Haftgrund der Fluchtgefahr besteht. Im erstinstanzlichen Verfahren wird der Angeklagte zu einer Freiheitsstrafe von beispielsweise vier Jahren verurteilt. Noch im Hauptverhandlungstermin verzichtet der Angeklagte auf die Einlegung eines Rechtsmittels. Auch die Staatsanwaltschaft erklärt Rechtsmittelverzicht. Das Urteil ist damit rechtskräftig. Würde der Mandant sich nicht in Untersuchungshaft befinden, erhielte er einige Zeit später eine Ladung zum Strafantritt, also eine Aufforderung, sich in der zuständigen Justizvollzugsanstalt einzufinden, um seine Strafe zu verbüßen. Für den in Untersuchungshaft befindlichen Angeklagten endet die Untersuchungshaft aber mit dem Eintritt der Rechtskraft des Strafurteils. Bereits tatbestandlich liegt jetzt keine Untersuchung mehr vor, für deren Dauer der Angeklagte inhaftiert werden könnte. Es wäre aber unzweckmäßig, den Verurteilten nunmehr aus der Haft zu entlassen, zumal im Beispielsfall die angenommene Fluchtgefahr fortbestehen dürfte. Der Verurteilte verbleibt daher regelmäßig in Haft, bis die Strafvollstreckung auch förmlich eingeleitet wurde. Diese Haftzeit wird auf die im Urteil verhängte Freiheitsstrafe selbstverständlich angerechnet.
Neben der Frage einer möglichen Verfassungswidrigkeit beim Vollzug einer gesetzlich nicht geregelten (nicht vorgesehenen?) Strafe stellt sich auch das praktische Problem, dass nicht geregelt ist, ob die Zwischenhaft nach den Vorschriften über die nicht mehr gegebenen Untersuchungshaft oder die noch nicht gegebene Strafhaft vollzogen werden soll, ein Problem, das in der rechtswissenschaftlichen Literatur unterschiedlichen Lösungen zugeführt wird.